# Mallophora sylveirii
Mallophora sylveirii är en tvåvingeart som beskrevs av Macquart 1838. Mallophora sylveirii ingår i släktet Mallophora och familjen rovflugor. Inga underarter finns listade i Catalogue of Life.